# Nikolaj Pavlovič Dileckij
Nikolay Pavlovič Dileckij (ukrajinsky Микола Павлович Дилецький, rusky Николай Павлович Дилецкий, kolem roku 1630 ?, Kyjev – po roce 1680, Moskva) byl ukrajinsko-ruský hudební teoretik a skladatel. Je autorem hudebně-teoretického pojednání "Идеа грамматики мусикийской". Hudební tvorba Dileckého měla vliv na rozvoj partesového zpěvu na Rusi.